# Divisões administrativas em 1958
Nesta página encontrará referências aos acontecimentos directamente relacionados com as divisões administrativas ocorridos durante o ano de 1958.

## Eventos
- 5 de junho - Fundação da região administrativa de Taguatinga, no Distrito Federal.
- 10 de julho - Fundação do município de Santo Amaro da Imperatriz, em Santa Catarina.
- 14 de agosto - Fundação do município de Olindina, na Bahia.
- 18 de outubro - A vila moçambicana de Pemba (então Porto Amélia) é elevada à categoria de cidade.
- 14 de Novembro - Emancipação política do município de São Miguel do Araguaia, em Goiás.
- 27 de Novembro - Emancipação política do município de Umarizal, no Rio Grande do Norte
- 31 de dezembro - Emancipação de Baía Formosa, no Rio Grande do Norte.